# Moravka, Tărgoviște
Moravka (în bulgară Моравка) este un sat în comuna Antonovo, regiunea Tărgoviște,  Bulgaria. 

## Demografie
Componența etnică a satului Moravka
     Nicio identificare (25,23%)
     Bulgari (13,8%)
     Turci (57,14%)
     Romi (3,8%)
La recensământul din 2011, populația satului Moravka era de 210 locuitori. Din punct de vedere etnic, majoritatea locuitorilor (57,14%) erau turci, existând și minorități de bulgari (13,8%) și romi (3,8%). Pentru 25,23% din locuitori nu este cunoscută apartenența etnică.